# Nuha Barrow
Nuha Barrow (sinh ngày 10 tháng 10 năm 1993) ilà một cầu thủ bóng đá người Gambia thi đấu cho AS Douanes, ở vị trí hậu vệ.

## Sự nghiệp
Sinh ra ở Tujereng, anh từng thi đấu bóng đá cho Gamtel và AS Douanes.
Anh ra mắt quốc tế cho Gambia năm 2015.